# Walter Hines Page

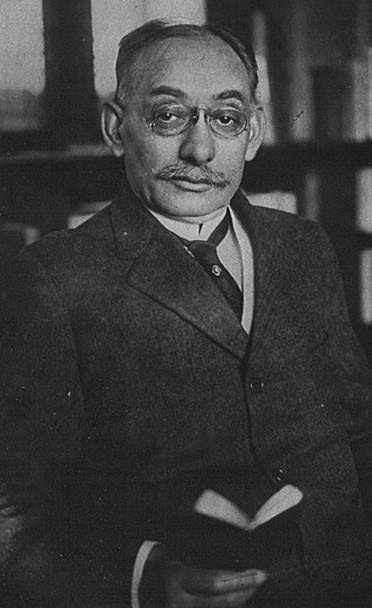
Walter Hines Page

Walter Hines Page (15 de agosto de 1855, Cary, Carolina do Norte—21 de dezembro de 1918, Pinehurst, Carolina do Norte) foi um jornalista, editor e diplomata estadunidense. Foi embaixador dos Estados Unidos no Reino Unido durante  a Primeira Guerra Mundial.

## Sobre Walter H. Page
The Life and Letters of Walter H. Page de Burton J. Hendrick, recebeu o Prêmio Pulitzer de Biografia em 1923 e The Training of an  American: The Earlier Life and Letters of Walter H. Page de Burton J. Hendrick, também conquistou a mesma premiação em idêntica categoria em 1929.
Há uma escola secundária, a Walter Hines Page High School em Greensboro, Carolina do Norte. Uma placa comemorativa em sua lembrança foi colocada na Abadia de Westminster em Westminster, Londres, Reino Unido.